# Motława (1987)
Prom pasażerski Motława – mały prom pasażerski, zbudowany w Tczewskiej Stoczni Rzecznej w 1987 roku.
Obecnie prom jest własnością Centralnego Muzeum Morskiego i kursuje po Starej Motławie w Gdańsku, pomiędzy Żurawiem Gdańskim, a Narodowym Muzeum Morskim na Wyspie Ołowiance.
Prom Motława ma konstrukcję dwustronną. Dzięki zamocowaniu śrub napędowych zarówno na rufie, jak i na dziobie, prom jest w stanie poruszać się w obydwu kierunkach z tą samą prędkością. Rocznie przewozi około 50 tys. pasażerów.
Planowana jest wymiana jednostki na nową, z napędem elektrycznym (solarnym).

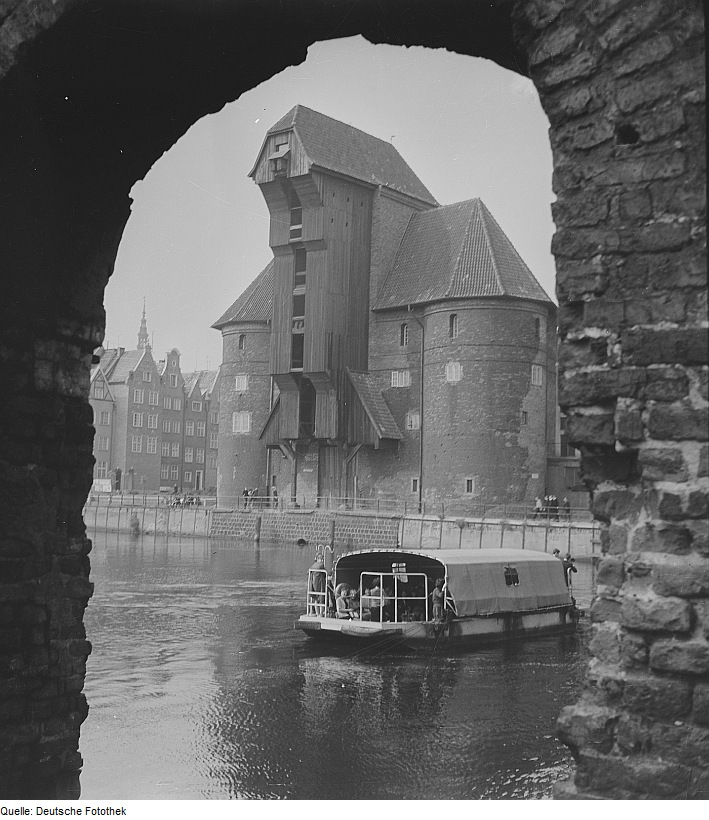
Poprzedni prom na tej samej trasie, 1967